# 皇家悉尼高爾夫球會
皇家悉尼高爾夫球會（英語：Royal Sydney Golf Club）1893年成立，位於悉尼東郊的玫瑰灣，是澳大利亞其中一個頂級體育和社交俱樂部，擁有1個18洞的錦標賽場（Championship Course）、1個9洞的百周年場（Centenary Course）、兩個練習場地、1個高爾夫教學工作室、18個網球場、兩個草地滾球場、兩個槌球場、1個壁球場、1個健身室和1個俱樂部。
皇家悉尼高爾夫球會由1906年至2016年曾經舉辦過15次澳大利亞公開賽。

## 外部連結
- 官方网站

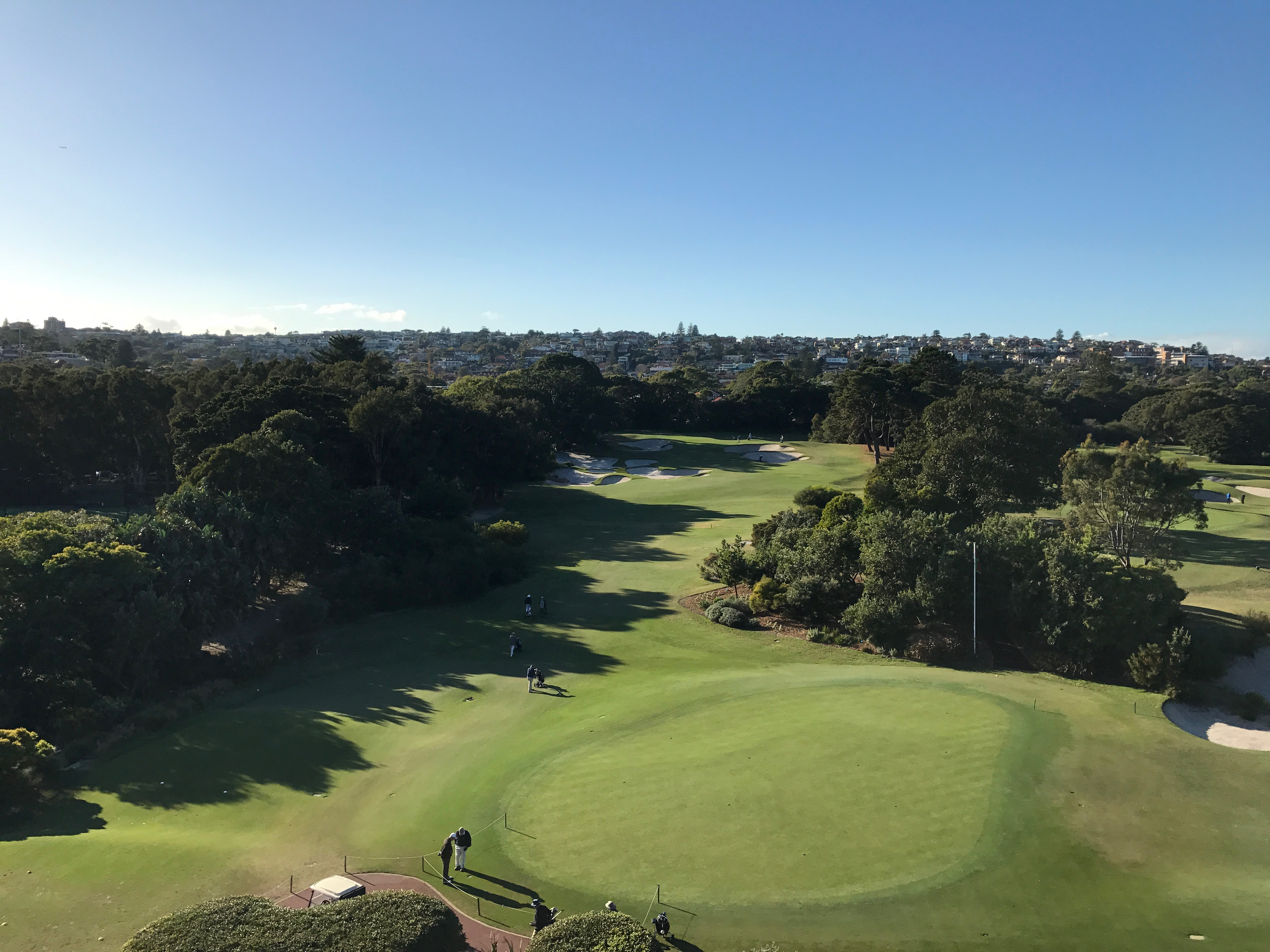
皇家悉尼高爾夫球會錦標賽場

- The Royal Sydney Golf Club Profile, Golf Australia （页面存档备份，存于）